# Chernóbil: la película
«Chernóbil» (en ruso: Черно́быль) es un largometraje ruso de 2021, del género catástrofe y drama histórico, dirigido por Danila Kozlovski y que retrata el accidente de Chernóbil.
Inspirado en la tragedia real de la central nuclear de Chernóbil que explotó el 26 de abril de 1986 cerca de la ciudad de Prípiat, cuenta el heroico trabajo de los liquidadores y las consecuencias del desastre soviético. Pero no recrea la cronología de esos trágicos hechos, y algunos de sus personajes, pese a estar inspirados en personas reales, son ficticios.
El estreno en Rusia estaba programado para el 8 de octubre de 2020, pero se pospuso debido a la pandemia de COVID-19. Finalmente sucedió el 15 de abril de 2021 y terminó coincidiendo con el 35 aniversario de la tragedia.

## Trama
El accidente nuclear que estremeció al mundo por primera vez es contado por sobrevivientes. Narrando cómo el bombero Alexey, estuvo dispuesto a sacrificarse con tal de salvar Kiev y evitar que el desastre se expandiera.

## Elenco
- Danila Kozlovski es Alexey Karpushin: bombero
- Oksana Akínshina es Olga Savostina: peluquera.
- Filipp Avdeyev es Valery Goncharuk: ingeniero nuclear.
- Nikolái Kozak es Boris Nikonovich Bobylin: buzo del ejército Soviético.

## Producción
El 17 de abril de 2021 en una entrevista con RIA Novosti, Kozlovsky respondió a una pregunta sobre el propósito principal de la película y dijo:
El rodaje tuvo lugar desde principios de junio hasta el 13 de agosto de 2019. Principalmente se usaron las instalaciones de la central nuclear de Kursk en la ciudad de Kurchátov, un estudio en Moscú, otro en Budapest y demás localizaciones fueron en Croacia.
En julio de 2020 Capelight Pictures adquirió los derechos para distribuir la película en América del Norte. Y el 3 de junio de 2021 Netflix anunció que la alquiló para transmitirla en su plataforma.

### Banda sonora
La banda sonora fue grabada por la cantante y compositora Ala Pugachova, quien el 8 de septiembre de 1986 dio un concierto al aire libre para 9.000 liquidadores en el pueblo Green Cape; muy cerca de Prípiat y a pocos kilómetros del reactor aún no cerrado por el actual sarcófago. Posteriormente fue galardonada con el título honorífico de «Liquidadora del accidente de Chernóbil», pero esta actuación en la zona de alta radiación tuvo un impacto negativo en su salud y comprometió su voz.
Incluye una interpretación por Alla Borisovna de la canción «Solo somos huéspedes en esta vida», escrita por la difunta compositora Tatyana Snezhina.

## Crítica

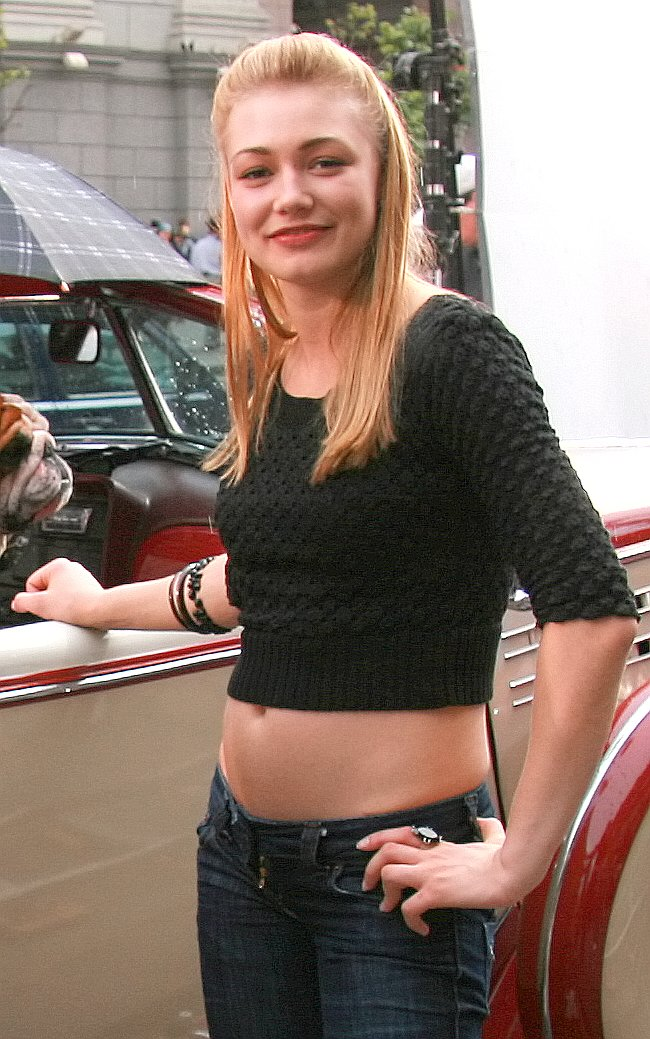
Oksana Akínshina fue elogiada por su actuación.

Recibió evaluaciones mixtas de la crítica cinematográfica rusa, mostrando opiniones muy divididas respecto a si fue «una respuesta rusa» a la miniserie estadounidense y las compararon, generalmente a favor de la última.
En una reseña para la revista Afisha, Yegor Belikov consideró: «Chernóbil como medio de comunicación con el espectador más bien falla. Pero al mismo tiempo, esta es una película cuidadosamente hecha que puede cautivar y noquear una lágrima con un gancho bien dirigido».
Meduza, un periódico en línea de Letonia, escribió: «la mujer más fuerte de Chernóbil es la joven de 26 años Ksenia Sereda, la directora de fotografía». Nikolai Kornatsky estuvo de acuerdo con él, elogiando el trabajo de Sereda y además dijo sobre Kozlovsky: «nació otro director, de cualidades bastante raras, capaz de hacer películas de actuación».
Vadim Bogdanov la elogió: «la película es definitivamente de alta calidad. Fuerte estilo visual, convincentes actuaciones de Kozlovsky y Akinshina, una banda sonora memorable, mucho trabajo realizado en accesorios, escenografía y efectos visuales».
El diario oficial ruso Rossíiskaya Gazeta, publicó a dos autores con opiniones opuestas. Aleksey Litovchenko escribió: «la película definitivamente no puede llamarse ni más veraz ni más espectacular que la serie de HBO» y Andrei Maksimov la elogió: «Kozlovsky es un maestro. Es un actor maravilloso y un director que intenta seguir su propio camino».